# هگ، ساسکاچوان
هگ، ساسکاچوان (به انگلیسی: Hague, Saskatchewan) یک منطقهٔ مسکونی در کانادا است که در ساسکاچوان واقع شده‌است. هگ ۸۷۴ نفر جمعیت دارد.